# 두 사나이
"두 사나이"는 한국에서 제작된 김효천 감독의 1972년 영화이다. 김희라 등이 주연으로 출연하였고 이병일 등이 제작에 참여하였다.

## 출연

### 주연
- 김희라
- 김남일
- 김순복